# 今井友明
今井 友明（いまい ともあき、1983年3月12日 - ）は、日本の車いすラグビー選手。千葉県我孫子市出身。三菱商事/RIZE CHIBA所属。

## 略歴
中学３年生の時にプールに飛び込んだ際に首の骨を折り、両手や両足に障害を持つ。25歳で車いすラグビーを始めてパラリンピックではリオデジャネイロ大会で日本代表に選ばれて初のメダル獲得に貢献。
2021年、東京2020パラオリンピック競技大会日本代表推薦選手に選ばれて、東京大会でも銅メダル獲得。